# قائمة مشيري الدولة العثمانية
هذه قائمة بمن حملوا رتبة مشير في الجيش العثماني.
- محمد باشا جهانكيري (1710 ـ 1788)
- 25 يونيو 1832: محمد علي باشا
- إبراهيم باشا بن محمد علي
- 12 نوفمبر 1849: عباس حلمي الأول
- 25 أغسطس 1854: محمد سعيد باشا
- 1864: إكرام عمر باشا
- 19 يوليو 1868: محمد توفيق باشا
- 10 يوليو 1871: الغازي أحمد مختار باشا
- 1875:
  - الأمير حسن باشا بن الخديو إسماعيل
  - الشاهزاده يوسف عز الدين أفندي
  - حسين كامل باشا
- 1876: الغازي عثمان نوري باشا
- 1879: محمد راتب باشا
- 23 فبراير 1889: الأمير إبراهيم حلمي باشا
- 1891 المشير رجب باشا قائد الفيلق السادس ببغداد
- 14 يناير 1914: أوتو ليمان فون ساندرز
- 19 أغسطس 1914: غيدو فون أوسدوم
- 1916: أحمد الشريف السنوسي
- 9 يوليو 1917: إريش فون فالكنهاين
- 14 يوليو 1918: أحمد عزت باشا
- محمد نامق باشا
- تشارلز جورج غوردون (غوردون باشا)
- محمود آدم باشا
- محمود جلال الدين باشا
- يحيى منصور يكن باشا
- محمد نوري باشا
- إبراهيم فهمي أحمد باشا
- ذو الكفل أحمد باشا
- علي خالد باشا
- علي نور الدين باشا
- محمد كمال الدين باشا
- إبراهيم باشا الموره لي
- كولمار فرايهر فون در غولتس (غولتس باشا)
- دلي فؤاد باشا
- محمد رؤوف باشا
- الأمير محمد طوسون باشا
- أحمد أيوب باشا
- عارف باشا
- أحمد فتحي باشا
- المشير زكي باشا